# Banaran (Geger)
Banaran is een bestuurslaag in het regentschap Madiun van de provincie Oost-Java, Indonesië. Banaran telt 2448 inwoners (volkstelling 2010).